# Lycée Johannes-Kepler
 (décembre 2021).
La mise en forme du texte ne suit pas les recommandations de Wikipédia : il faut le « wikifier ».
Les points d'amélioration suivants sont les cas les plus fréquents. Le détail des points à revoir est peut-être précisé sur la page de discussion.
- Les titres sont pré-formatés par le logiciel. Ils ne sont ni en capitales, ni en gras.
- Le texte ne doit pas être écrit en capitales (les noms de famille non plus), ni en gras, ni en italique, ni en « petit »…
- Le gras n'est utilisé que pour surligner le titre de l'article dans l'introduction, une seule fois.
- L'italique est rarement utilisé : mots en langue étrangère, titres d'œuvres, noms de bateaux, etc.
- Les citations ne sont pas en italique mais en corps de texte normal. Elles sont entourées par des guillemets français : « et ».
- Les listes à puces sont à éviter, des paragraphes rédigés étant largement préférés. Les tableaux sont à réserver à la présentation de données structurées (résultats, etc.).
- Les appels de note de bas de page (petits chiffres en exposant, introduits par l'outil «  Source ») sont à placer entre la fin de phrase et le point final[comme ça].
- Les liens internes (vers d'autres articles de Wikipédia) sont à choisir avec parcimonie. Créez des liens vers des articles approfondissant le sujet. Les termes génériques sans rapport avec le sujet sont à éviter, ainsi que les répétitions de liens vers un même terme.
- Les liens externes sont à placer uniquement dans une section « Liens externes », à la fin de l'article. Ces liens sont à choisir avec parcimonie suivant les règles définies. Si un lien sert de source à l'article, son insertion dans le texte est à faire par les notes de bas de page.
- La présentation des références doit suivre les conventions bibliographiques. Il est recommandé d'utiliser les modèles {{Ouvrage}}, {{Chapitre}}, {{Article}}, {{Lien web}} et/ou {{Bibliographie}}. Le mode d'édition visuel peut mettre en forme automatiquement les références.
- Insérer une infobox (cadre d'informations à droite) n'est pas obligatoire pour parachever la mise en page.

Pour une aide détaillée, merci de consulter Aide:Wikification.
Si vous pensez que ces points ont été résolus, vous pouvez retirer ce bandeau et améliorer la mise en forme d'un autre article.
Le lycée Johannes-Kepler (GJK en abrégé) est un lycée de Prague fondé en 1932. Il propose des parcours générales de quatre et huit ans avec un large choix de matières optionnelles,. Le lycée est situé à Prague 6, rue Parléřova. L'école a une capacité de 590 élèves et compte actuellement[Quand ?] 20 classes. Depuis 2004, le lycée est une école pilote FEP pour l'enseignement au lycée. L’enseignement suit le programme éducatif de l'« école Per aspera ad astra! » Le directeur du lycée est le vice-président du Sénat de la République tchèque, Jiří Růžička.

## Caractéristiques de l’enseignement
Le lycée Johannes-Kepler est considéré comme un prestigieux lycée de Prague,. L'école recherche avant tout des « individus actifs et créatifs », elle se profile comme une école moderne avec un rapport équilibré entre connaissances et compétences, un personnel enseignant de qualité, un environnement agréable et des relations amicales. Il accorde une grande importance à la sélection élevée des sujets. En ce qui a trait à la réussite des diplômés aux examens d'entrée à l'université, ils sont parmi les meilleurs de République tchèque,. Lycée était une école pionnière de GO! pour les nouveaux étudiants. Elle organise ces cours depuis 1991, initialement en coopération avec l'école de vacances[Quoi ?] de Lipnice, depuis 1996.

## Équipements

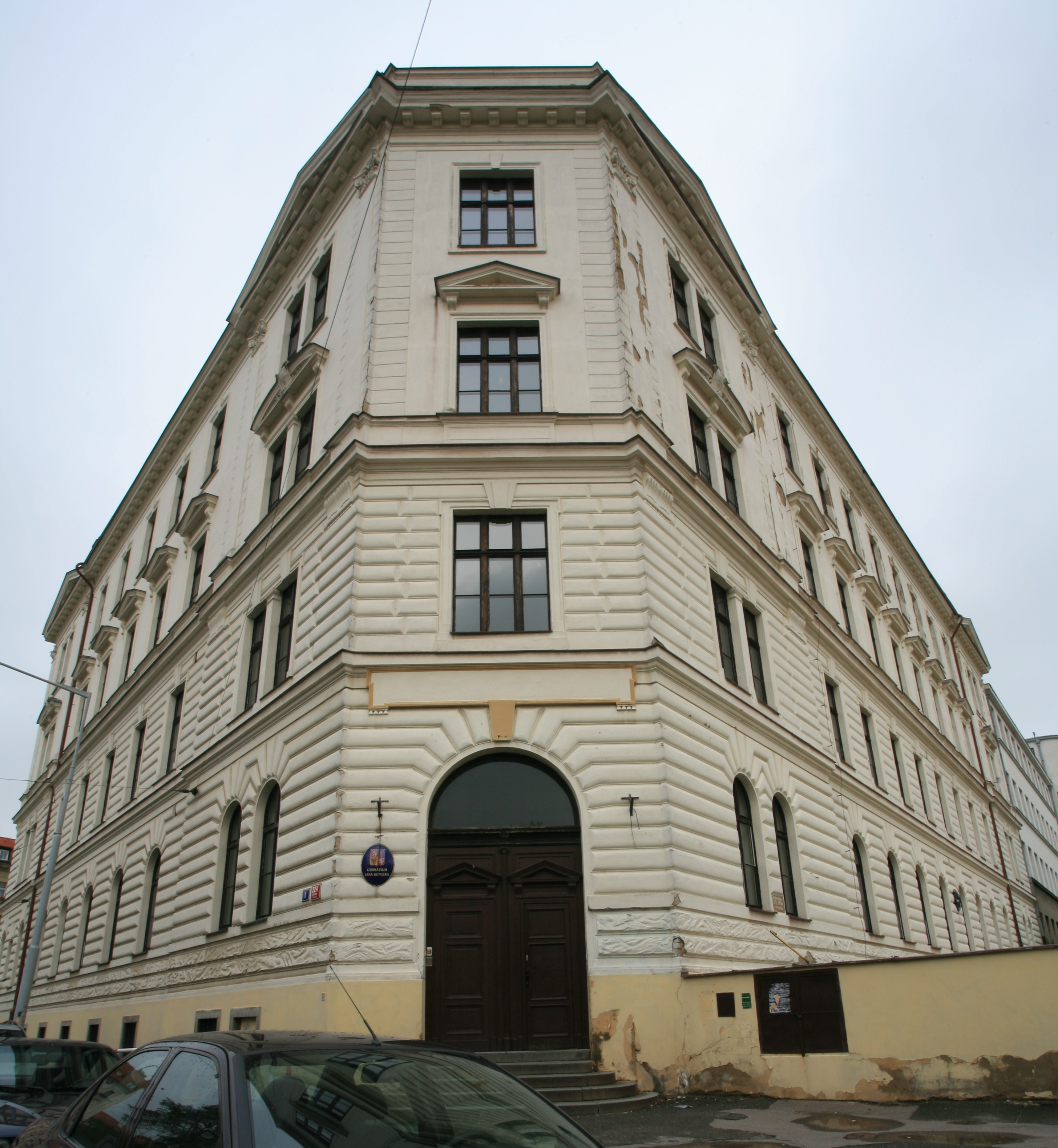
Entrée arrière pour les élèves

Le lycée est accessible en fauteuil roulant. Il est équipé d'une bibliothèque qui contient plus de 16000 livres, 13 salles de classe professionnelles (dont salles d'informatique, laboratoires chimiques, biologiques et physiques, amphithéâtres, salles de sciences sociales, auditoriums et cours de langues), restaurant scolaire Eurest, aire de jeux avec surface artificielle, deux gymnases, gymnase, mur d'escalade artificiel et depuis 2009 également une nouvelle salle polyvalente et une terrasse. Le Wi-Fi a également été installé en 2006.

## Diplômés
Voici quelques diplômés connus :
- Petra Hůlová
- Petra Buzkova
- Lukáš Pollert
- Aurel Klimt
- Jan Zahradil
- Jan Rychetský
- Petr Pithart
- Vojtech Belling
- Jan Kaplický
- Pavel Bobek
- Petr Borkovec
- Jakub Michalek
- Jakub Szantó
- Mikuláš Kroupa
- Adam Zabranský
- Edouard Stehlik
- Josef Duda